# Kloc
Kloc, acrónimo para Kilo Lines of Code (em português, mil linhas de código), é uma medida para tamanho de grandes programas de computadores.
Funciona como medida (métrica) do tamanho de um sistema ou programa,  o qual pode ser tomado como base para estimar o tamanho de outro, para se estimar prazo e custo.
Um exemplo de cálculo do tamanho de um software por kloc:
```
(
KlocOtimista
 + 4 * KlocEsperado + KlocPessimista)/6
```

É utilizada também como medida de referência comparativa para erros em sistemas, servindo como base para a homologação ou aceitação de projetos (Ex: aceita-se até "x" erros por kloc para se aprovar um sistema e colocá-lo em produção).